# 村上靖彦 (精神科医)
村上 靖彦（むらかみ やすひこ、1937年 - ）は、日本の医学者、精神科医。専門は精神病理学。元名古屋大学精神科助教授。元日本精神病理学会理事長。学位は、医学博士。
植本行男らと共に思春期妄想症の研究を行った。永田俊彦、市橋秀夫、中安信夫らと共に日本における精神病理学第3世代を代表する人物である。著書は専門書多数。

## 来歴
1962年名古屋大学医学部卒業。1963年名古屋大学精神医学教室入局。1964年からほぼ2年間静岡県立病院養心荘で精神科卒後研修を受け、以後ほぼ10年単位で名古屋大学精神科（助手→講師）・国立病院機構東尾張病院（副院長）・名古屋大学精神科（助教授）と転勤。2001年名古屋大学定年後、共和病院（愛知県大府市）副院長。2008年医療法人 生寿会 中メンタルクリニック顧問。

## 学会
- 日本精神病理学会元理事長、名誉会員[3]

| 学職                                                                       | 学職                                                                                | 学職                                                               |
| -------------------------------------------------------------------------- | ----------------------------------------------------------------------------------- | ------------------------------------------------------------------ |
| 先代 松本雅彦 2002年 - 2004年                                              | 日本精神病理学会理事長 2004年 - 2010年                                              | 次代 中安信夫 2010年 -                                             |
| 先代 清水將之 第12回：1989年9月28日 - 1989年9月29日 愛知県中小企業センター | 日本精神病理学会大会長 第13回：1990年9月27日 - 1990年9月28日 愛知県中小企業センター | 次代 山口直彦 第14回：1991年9月26日 - 1991年9月27日 兵庫県農業会館 |

## 著書

### 編著
- 『分裂病の精神病理 12』東京大学出版会、1983年12月。ISBN 9784130610926。
- 『精神医学叢書 境界例の精神病理』弘文堂、1988年9月。ISBN 9784335650680。
- 『分裂病の精神病理と治療 6 分裂病症状をめぐって』星和書店、1994年9月。ISBN 9784791102778。

### 共編著
- 『青年の精神病理 3』弘文堂、1983年6月。ISBN 9784335650444。
- 『思春期青年期ケース研究 初期分裂病 分裂病の顕在発症予防をめざして』岩崎学術出版社、2004年12月。ISBN 9784753304165。

### 分担執筆
- 『分裂病の精神病理 3』東京大学出版会、1974年12月。ISBN 9784130600637。
- 『青年の精神病理 1』弘文堂、1976年6月。ISBN 9784335650147。
- 『分裂病の精神病理 7』東京大学出版会、1978年12月。ISBN 9784130610339。
- 『神経症の周辺 ―「境界領域症状群」について』医学書院、1981年8月。ISBN 9784260116787。
- 『分裂病の精神病理 11』東京大学出版会、1982年12月。ISBN 9784130610919。

### 共著
- 村上靖彦、永田俊彦、市橋秀夫、中安信夫『座談 精神科臨床の考え方―危機を乗り越えるべく』メディカルレビュー社、2005年4月。ISBN 9784896008265。

## 論文
- 「青年期に好発する異常な確信的体験」『精神科』第12巻第7号、1970年7月、573-578頁。
- 「思春期妄想症について」『笠原嘉 他編：青年の精神病理 1』、弘文堂、東京、1976年6月。
- 「青年期と精神分裂病 「破瓜型分裂病」をめぐっての一考察」『精神医学』1977年12月、1241-1251頁。
- 「自己と他者の病理学 —思想期妄想症と分裂病」『湯浅修一 編：分裂病の精神病理 7』、東京大学出版会、1978年12月、1241-1251頁。
- 「思春期妄想症」『清水将之 他（編）：神経症の周辺 ―「境界領域症状群」について』、医学書院、東京、1981年8月。
- 「「分裂病」症状を呈する境界例について」『吉松和哉（編）：分裂病の精神病理 11』、東京大学出版会、東京、1982年12月。
- 「境界例患者をめぐって ー臨床的考察と治療経過」『村上靖彦（編）：分裂病の精神病理 12』、東京大学出版会、東京、1983年12月。
- 「精神疾患理解の一側面 —現象学的接近」『臨床精神病理』第9巻第7号、1988年。
- 「「思春期妄想症」の精神病理学的研究 -DSM-Ⅲ-RおよびIcD-10(Draft)における診断基準との照合-」1991年。（博士論文、授与大学名：名古屋大学、授与年月日：1991年（平成3年）3月31日、報告番号：乙第3953号、学位：医学博士）

### 共著論文
- 笠原嘉、村上靖彦「再び境界例について —強迫と妄想」『分裂病の精神病理 3』、東京大学出版会、東京、1974年12月。

## 関連人物
- 笠原嘉
- 木村敏
- 中井久夫
- 吉松和哉
- 永田俊彦
- 市橋秀夫
- 中安信夫
- 成田善弘
- 鈴木國文
- 高橋俊彦